# Нен Ґолдін
Нен Ґолдін (нім. Nan Goldin; * 1953) — видатна американська фотохудожниця, передусім відома завдяки своїм працям у художньому та документальному жанрах.

## Біографія
Нен Ґолдін народилась у Вашингтоні і провела своє дитинство у Меріленді, однак згодом втекла з дому і утримувалася в різних сім'ях. Психотерапевт, який спостерігав за Нен та її сестрою у дитинстві, зауважив їхню схильність до суїциду. У 1965 році, коли майбутній мисткині було чотирнадцять, її старша сестра Барбара Хоулі Ґолдін наклала на себе руки.
Перше знайомство Нен з фотоапаратом відбулось у бостонській школі (Satya Community School) завдяки одному з її вчителів, коли Ґолдін було п'ятнадцять (1968-й). Завдяки знайомствам свого друга Девіда Армстронга фотограф проникла у світ геїв та трансвеститів міста, світлини яких стають матеріалом для її першої персональної виставки у Бостоні у 1973-му. Саме з подачі Армстронга молода артистка почала називатись «Нен». У 1977/8-му Ґолдін стала випускницею Бостонської Школи при Музеї Образотворчого Мистецтва (School of the Museum of Fine Arts, Boston) афілійованого з Університетом Тарфта (Tufts University), де вона працювала головним чином із сібахромними знимками.
Після випуску Ґолдін переїхала до Нью-Йорку і розпочала серію документальних фотографій пост-панківської музичної сцени нової хвилі, поступово втягуючись у кола субкультури споживачів важких наркотиків, осередком якої на той час була околиця Баурі у Манхеттені. Відзняті у часи з 1979-го по 1986-й роки фото стали основою її найвідомішої збірки Балада сексуальної залежності (The Ballad of Sexual Dependency). Виконані у стилістиці естетичного експромту її роботи зображують вживання наркотиків, насильні, агресивні статеві пари та автобіографічні сцени. Більшість з тих, хто позував для вищезгаданої збірки, були мертвими до дев'яностих, включно з багатьма її друзями, як наприклад Кукі Мюллер (Cookie Mueller). Окрім того комбінації її фото склали дві інші серії — Я буду твоїм дзеркалом (I'll Be Your Mirror) і Усе Мною (All by Myself).
Деякі критики звинуватили її в гламуризації сцен вживання героїну і пропаганді стилістики ґранджу, яка пізніше була популяризована американськими молодіжними журналами, наприклад The Face. Сама Ґолдін, однак, піддала критиці рекламні кампанії, які використовували образи «морфіністок» для продажу одягу та парфумів і назвала їх «гідними осуду і злом».
Її роботи часто презентуються у формі слайд-шоу і демонструвалися на багатьох кінофестивалях. Найвідомішим є 45-хвилинне шоу протягом якого показують 800 її світлин. Головними темами пізніх робіт стають кохання, ґендер та сексуальність. Звичним для них також використання природного світла для зйомки. Серед її останніх проектів з 1995-го варто відзначити співпрацю зі знаменитим японським фотографом Нобуйоші Аракі, ландшафти Нью-Йоркських горизонтів, зловіщі пейзажі (зокрема фото людей у воді), фото її коханця Сіобана, дітей, батьківства та сімейного життя.
Зараз Нен Ґолдін мешкає у Нью-Йорку та Парижі. Центр Помпіду проводив велику виставку її робіт у 2002-му і черги на неї були довшими, ніж на експозиції Рафаеля і єгипетські мумії.

## Особисте життя
Нен Ґолдін є відкритою бісексуалкою.

## Цікаві факти
- Назву «Балада сексуальної залежності» було взято з пісні у «Опері за три гроша» Бертольда Брехта.
- Назва «Я буду твоїм дзеркалом» була взята з однойменної пісні Велвет Андерграунд.
- Світлини Нен Голдін часто порівнюють з працями німецького фотографа Вольфґанґа Тільманса.